# Valter Birsa
Valter Birsa (San Pietro-Vertoiba, 7 agosto 1986) è un ex calciatore sloveno, di ruolo centrocampista.

## Caratteristiche tecniche
Centrocampista mancino di notevole duttilità, sa disimpegnarsi anche in un centrocampo a 5 o da esterno offensivo su entrambe le fasce.

## Carriera

### Club

#### Inizi
Nato a San Pietro, nel comune di San Pietro-Vertoiba, nella Slovenia occidentale vicino al confine con l'Italia, trascorre la sua infanzia a Nova Gorica, e a cinque anni inizia a giocare in un piccolo club vicino alla città, il NK Bilje. In seguito passa al Primorje, con cui debutta ufficialmente nella massima serie slovena il 5 novembre 2003, a 17 anni, in occasione della partita contro il Maribor.
Nel 2004 si trasferisce all'ND Gorica, e il 16 settembre fa già il suo esordio in Coppa UEFA, contro l'AEK Atene. Il 22 settembre segna la sua prima rete in campionato contro l'Olimpia Lubiana, e quattro giorni dopo realizza la sua prima doppietta in carriera, nel 1-3 esterno contro l'NK Zagorje. Conclude la stagione con 26 presenze e 7 reti, contribuendo alla vittoria del campionato.
La seconda stagione a Nova Gorica è in assoluto la più prolifica a livello realizzativo: realizzatore di quattro doppiette contro Primorjie, Maribor, Nafta Lendava e Domžale e di una tripletta contro il Drava Ptuj, vince per la seconda volta consecutiva in due anni la Prva Slovenska Liga, e si piazza al secondo posto della classifica dei capocannonieri della Prima divisione slovena, con 19 reti, preceduto soltanto dal suo compagno di squadra Miran Burgič (24). Ottiene inoltre il premio come miglior giocatore sloveno dell'anno.

#### Sochaux
Il 10 luglio 2006 viene acquistato dal club francese del Sochaux, con cui sottoscrive un contratto quadriennale. Fa il suo esordio con i Les Lionceaux il 5 agosto nella vittoria in trasferta contro il Saint-Étienne e una settimana dopo segna il suo primo gol con la nuova maglia nel pareggio per 1-1 contro l'Auxerre. Termina la stagione con 31 partite disputate e 3 reti, che contribuiscono al conseguimento del settimo posto finale, e conseguente qualificazione in Coppa UEFA. Il 28 luglio realizza il gol del vantaggio del Sochaux contro l'Olympique Lione nella Supercoppa di Francia, persa poi per 2-1.
La stagione successiva inizia con il preliminare di Coppa UEFA contro il Panionios, che segna subito l'eliminazione della squadra dalla competizione. Complici numerosi infortuni, Birsa gioca 22 gare e segna tre reti, in una stagione che vede il Sochaux classificarsi in 14ª posizione.

#### Auxerre
Dopo aver giocato 13 partite nella prima parte di stagione, il 2 febbraio 2009, ultimo giorno del mercato invernale, passa ufficialmente in prestito con diritto di riscatto all'Auxerre. Quattro giorni dopo scende in campo con la nuova squadra, entrando al 90' della gara interna vinta per 2-0 contro il Nancy.
Il 29 maggio 2009 il club riscatta il cartellino del giocatore dal Sochaux, firmando un contratto di due anni. Nella Ligue 1 2009-2010 scende in campo 35 volte, con 3 gol, e il club raggiunge la terza posizione nel torneo, qualificandosi per i preliminari della Champions League.
Il 23 dicembre 2009, in occasione della partita contro l'Auxerre, si è reso protagonista di un gesto di fair play: in un contrasto di gioco con Bakari Koné, quest'ultimo era stato accusato dall'arbitro di aver procurato una gomitata allo sloveno ed era stato espulso. Birsa ha spiegato però al direttore di gara la totale involontarietà del gesto dell'avversario, determinando l'annullamento del cartellino rosso.
Il debutto nella competizione europea avviene dunque il 17 agosto 2010, contro lo Zenit San Pietroburgo, e il 25 agosto è ancora protagonista nella gara di ritorno con la squadra russa, vinta per 2-0. Il 19 ottobre, nella fase a gironi, segna su punizione la rete dell'1-2 contro l'Ajax. Il 2 febbraio 2011, essendo in scadenza di contratto, firma un preaccordo con il Genoa, che prevede l'acquisizione del giocatore a parametro zero il 30 giugno 2011. Conclude comunque la sua stagione all'Auxerre, totalizzando 33 presenze e 5 reti.

#### In Italia: il Genoa
A partire dalla nuova stagione, diviene ufficialmente un giocatore del Genoa. All'esordio in Serie A (Genoa-Atalanta 2-2) viene espulso, nel finale di partita, per gioco scorretto. Il 24 novembre, contro il Bari in Coppa Italia, segna la prima rete sbloccando su rigore il punteggio. Si ripete contro l'Inter negli ottavi, dove la sua squadra viene eliminata.

#### Torino e Milan
Nell'ultimo giorno della sessione estiva del 2012, firma (in prestito) per il Torino. Il 25 novembre segna per la prima volta in A, nel 2-2 contro la Fiorentina. Dopo una sola stagione in granata, passa a titolo definitivo al Milan nell'ambito dell'operazione che porta Antonini a Genova. Tra le file rossonere, il 18 settembre 2013 esordisce in Champions League giocando da titolare in Milan-Celtic. Con la formazione milanese lo sloveno segna due reti, entrambe decisive per le vittorie in campionato contro Sampdoria e Udinese.

#### Chievo

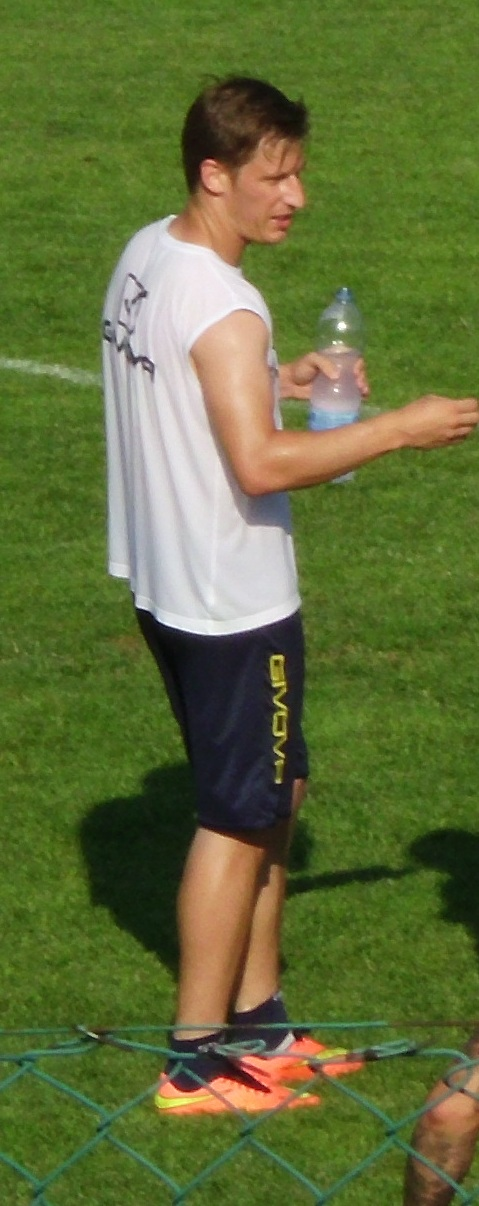
Birsa durante un allenamento con il Chievo.

Nell'estate 2014 passa, con la formula del prestito, al Chievo. Un anno più tardi, la società veronese acquista interamente il suo cartellino. Il 7 febbraio 2016 disputa la centesima partita nel campionato italiano, segnando su rigore al Torino la rete del 2-1 finale. Il 21 agosto seguente mette a segno la prima doppietta in A, permettendo agli scaligeri di battere per 2-0 l'Inter. In tutto con i clivensi in quattro anni e mezzo ha messo insieme 163 presenze e 18 gol.

#### Cagliari
Il 9 gennaio 2019 viene ceduto al Cagliari con cui firma un contratto pluriennale fino al giugno 2021. Debutta il 20 gennaio, giocando da titolare la partita interna con l'Empoli, pareggiata per 2-2. Alla quarta partita però si frattura l'ulna dopo quattordici minuti nella partita contro l'Atalanta ed è costretto a restare fuori per più di un mese. Al suo ritorno Rolando Maran lo utilizza quasi sempre da subentrante ma mette a referto 13 presenze. La stagione successiva parte da titolare nella prima partita casalinga contro il Brescia ma poi sostanzialmente non vede più campo. Solo a giugno con la ripresa post lockdown nel campionato e con l'avvicendamento in panchina e l'arrivo di Walter Zenga vede il campo nel finale di stagione segnando 12 presenze totali.
Nell'estate 2020, seppur con ancora un anno di contratto, con l'arrivo di Eusebio Di Francesco non viene incluso nel gruppo squadra, ma non trovando una squadra interessata, rimane fuori rosa. Solo a novembre raggiunge l'accordo per la rescissione consensuale rimanendo svincolato.
Nell'estate del 2021 annuncia sui social il suo ritiro dal calcio giocato.

### Nazionale
Fin da giovanissimo convocato nelle rappresentative giovanili nazionali, il 28 febbraio 2006 ha debuttato con la nazionale maggiore contro Cipro. Ha segnato il suo primo gol in nazionale il 9 settembre 2009 nelle qualificazioni al campionato mondiale di calcio 2010 contro la Polonia, terminata 3-0 per gli sloveni. Con la sua nazionale ha partecipato al Mondiali di calcio 2010, segnando un gol nella fase a gironi.
A fine novembre 2018 annuncia il suo addio alla nazionale slovena dopo 12 anni, con un bottino di 7 reti in 90 presenze.

## Statistiche

### Presenze e reti nei club
| Stagione        | Squadra         | Campionato      | Campionato | Campionato | Coppe nazionali | Coppe nazionali | Coppe nazionali | Coppe continentali | Coppe continentali | Coppe continentali | Altre coppe | Altre coppe | Altre coppe | Totale | Totale |
| Stagione        | Squadra         | Comp            | Pres       | Reti       | Comp            | Pres            | Reti            | Comp               | Pres               | Reti               | Comp        | Pres        | Reti        | Pres   | Reti   |
| --------------- | --------------- | --------------- | ---------- | ---------- | --------------- | --------------- | --------------- | ------------------ | ------------------ | ------------------ | ----------- | ----------- | ----------- | ------ | ------ |
| 2003-2004       | Primorje        | 1. SNL          | 1          | 0          | CS              | 0               | 0               | -                  | -                  | -                  | -           | -           | -           | 1      | 0      |
| 2004-2005       | Gorica          | 1. SNL          | 26         | 7          | CS              | 4               | 0               | CU                 | 2                  | 0                  | -           | -           | -           | 32     | 7      |
| 2005-2006       | Gorica          | 1. SNL          | 35         | 19         | CS              | 4               | 0               | UCL                | 2                  | 1                  | -           | -           | -           | 41     | 20     |
| Totale Gorica   | Totale Gorica   | Totale Gorica   | 61         | 26         |                 | 8               | 0               |                    | 4                  | 1                  |             | -           | -           | 73     | 27     |
| 2006-2007       | Sochaux         | L1              | 31         | 3          | CF+CdL          | 3+0             | 0               | -                  | -                  | -                  | -           | -           | -           | 34     | 3      |
| 2007-2008       | Sochaux         | L1              | 22         | 3          | CF+CdL          | 6+0             | 1+0             | CU                 | 2                  | 0                  | SF          | 1           | 0           | 31     | 4      |
| 2008-2009       | Sochaux         | L1              | 13         | 2          | CF+CdL          | 1+2             | 0               | -                  | -                  | -                  | -           | -           | -           | 16     | 2      |
| Totale Sochaux  | Totale Sochaux  | Totale Sochaux  | 66         | 8          |                 | 12              | 1               |                    | 2                  | 0                  |             | 1           | 0           | 81     | 9      |
| gen.-giu. 2009  | Auxerre         | L1              | 15         | 1          | CF+CdL          | 1+0             | 0               | -                  | -                  | -                  | -           | -           | -           | 16     | 1      |
| 2009-2010       | Auxerre         | L1              | 35         | 3          | CF+CdL          | 4+0             | 0               | -                  | -                  | -                  | -           | -           | -           | 39     | 3      |
| 2010-2011       | Auxerre         | L1              | 33         | 5          | CF+CdL          | 0+2             | 0               | UCL                | 7                  | 1                  | -           | -           | -           | 42     | 6      |
| Totale Auxerre  | Totale Auxerre  | Totale Auxerre  | 83         | 9          |                 | 7               | 0               |                    | 7                  | 1                  |             | -           | -           | 97     | 10     |
| 2011-2012       | Genoa           | A               | 9          | 0          | CI              | 3               | 2               | -                  | -                  | -                  | -           | -           | -           | 12     | 2      |
| 2012-2013       | Torino          | A               | 17         | 2          | CI              | 1               | 0               | -                  | -                  | -                  | -           | -           | -           | 18     | 2      |
| 2013-2014       | Milan           | A               | 15         | 2          | CI              | 2               | 0               | UCL                | 4                  | 0                  | -           | -           | -           | 21     | 2      |
| 2014-2015       | Chievo          | A               | 35         | 0          | CI              | 1               | 0               | -                  | -                  | -                  | -           | -           | -           | 36     | 0      |
| 2015-2016       | Chievo          | A               | 35         | 6          | CI              | 1               | 0               | -                  | -                  | -                  | -           | -           | -           | 36     | 6      |
| 2016-2017       | Chievo          | A               | 35         | 7          | CI              | 2               | 0               | -                  | -                  | -                  | -           | -           | -           | 37     | 7      |
| 2017-2018       | Chievo          | A               | 33         | 3          | CI              | 1               | 0               | -                  | -                  | -                  | -           | -           | -           | 34     | 3      |
| 2018-gen. 2019  | Chievo          | A               | 17         | 2          | CI              | 1               | 0               | -                  | -                  | -                  | -           | -           | -           | 18     | 2      |
| Totale Chievo   | Totale Chievo   | Totale Chievo   | 155        | 18         |                 | 6               | 0               |                    | -                  | -                  |             | -           | -           | 161    | 18     |
| gen-giu. 2019   | Cagliari        | A               | 12         | 0          | CI              | 1               | 0               | -                  | -                  | -                  | -           | -           | -           | 13     | 0      |
| 2019-2020       | Cagliari        | A               | 13         | 0          | CI              | 2               | 0               | -                  | -                  | -                  | -           | -           | -           | 15     | 0      |
| set.-nov. 2020  | Cagliari        | A               | 0          | 0          | CI              | 0               | 0               | -                  | -                  | -                  | -           | -           | -           | 0      | 0      |
| Totale Cagliari | Totale Cagliari | Totale Cagliari | 25         | 0          |                 | 3               | 0               |                    | -                  | -                  |             | -           | -           | 28     | 0      |
| Totale carriera | Totale carriera | Totale carriera | 432        | 65         |                 | 42              | 3               |                    | 17                 | 2                  |             | 1           | 0           | 492    | 70     |

### Cronologia presenze e reti in nazionale
| Cronologia completa delle presenze e delle reti in nazionale ― Slovenia | Cronologia completa delle presenze e delle reti in nazionale ― Slovenia | Cronologia completa delle presenze e delle reti in nazionale ― Slovenia | Cronologia completa delle presenze e delle reti in nazionale ― Slovenia | Cronologia completa delle presenze e delle reti in nazionale ― Slovenia | Cronologia completa delle presenze e delle reti in nazionale ― Slovenia | Cronologia completa delle presenze e delle reti in nazionale ― Slovenia | Cronologia completa delle presenze e delle reti in nazionale ― Slovenia |
| Data                                                                    | Città                                                                   | In casa                                                                 | Risultato                                                               | Ospiti                                                                  | Competizione                                                            | Reti                                                                    | Note                                                                    |
| ----------------------------------------------------------------------- | ----------------------------------------------------------------------- | ----------------------------------------------------------------------- | ----------------------------------------------------------------------- | ----------------------------------------------------------------------- | ----------------------------------------------------------------------- | ----------------------------------------------------------------------- | ----------------------------------------------------------------------- |
| 28-2-2006                                                               | Larnaca                                                                 | Cipro                                                                   | 0 – 1                                                                   | Slovenia                                                                | Amichevole                                                              | -                                                                       | 74’                                                                     |
| 1-3-2006                                                                | Larnaca                                                                 | Romania                                                                 | 2 – 0                                                                   | Slovenia                                                                | Amichevole                                                              | -                                                                       |                                                                         |
| 31-5-2006                                                               | Celje                                                                   | Slovenia                                                                | 3 – 1                                                                   | Trinidad e Tobago                                                       | Amichevole                                                              | -                                                                       | 70’                                                                     |
| 4-6-2006                                                                | Bondoufle                                                               | Costa d'Avorio                                                          | 3 – 0                                                                   | Slovenia                                                                | Amichevole                                                              | -                                                                       | 46’                                                                     |
| 6-9-2006                                                                | Sofia                                                                   | Bulgaria                                                                | 3 – 0                                                                   | Slovenia                                                                | Qual. Euro 2008                                                         | -                                                                       | 80’                                                                     |
| 7-10-2006                                                               | Celje                                                                   | Slovenia                                                                | 2 – 0                                                                   | Lussemburgo                                                             | Qual. Euro 2008                                                         | -                                                                       |                                                                         |
| 11-10-2006                                                              | Minsk                                                                   | Bielorussia                                                             | 4 – 2                                                                   | Slovenia                                                                | Qual. Euro 2008                                                         | -                                                                       |                                                                         |
| 7-2-2007                                                                | Domžale                                                                 | Slovenia                                                                | 1 – 0                                                                   | Estonia                                                                 | Amichevole                                                              | -                                                                       | 81’                                                                     |
| 24-3-2007                                                               | Scutari                                                                 | Albania                                                                 | 0 – 0                                                                   | Slovenia                                                                | Qual. Euro 2008                                                         | -                                                                       | 63’                                                                     |
| 28-3-2007                                                               | Celje                                                                   | Slovenia                                                                | 0 – 1                                                                   | Paesi Bassi                                                             | Qual. Euro 2008                                                         | -                                                                       | 83’                                                                     |
| 2-6-2007                                                                | Celje                                                                   | Slovenia                                                                | 1 – 2                                                                   | Romania                                                                 | Qual. Euro 2008                                                         | -                                                                       | 53’                                                                     |
| 6-6-2007                                                                | Timișoara                                                               | Romania                                                                 | 2 – 0                                                                   | Slovenia                                                                | Qual. Euro 2008                                                         | -                                                                       | 54’                                                                     |
| 22-8-2007                                                               | Podgorica                                                               | Montenegro                                                              | 1 – 1                                                                   | Slovenia                                                                | Amichevole                                                              | -                                                                       | 53’                                                                     |
| 12-9-2007                                                               | Celje                                                                   | Slovenia                                                                | 1 – 0                                                                   | Bielorussia                                                             | Qual. Euro 2008                                                         | -                                                                       |                                                                         |
| 13-10-2007                                                              | Celje                                                                   | Slovenia                                                                | 0 – 0                                                                   | Albania                                                                 | Qual. Euro 2008                                                         | -                                                                       | 82’                                                                     |
| 17-10-2007                                                              | Eindhoven                                                               | Paesi Bassi                                                             | 2 – 0                                                                   | Slovenia                                                                | Qual. Euro 2008                                                         | -                                                                       | 68’                                                                     |
| 21-11-2007                                                              | Celje                                                                   | Slovenia                                                                | 0 – 2                                                                   | Bulgaria                                                                | Qual. Euro 2008                                                         | -                                                                       | 49’                                                                     |
| 6-2-2008                                                                | Nova Gorica                                                             | Slovenia                                                                | 1 – 2                                                                   | Danimarca                                                               | Amichevole                                                              | -                                                                       |                                                                         |
| 26-3-2008                                                               | Zalaegerszeg                                                            | Ungheria                                                                | 0 – 1                                                                   | Slovenia                                                                | Amichevole                                                              | -                                                                       | 53’                                                                     |
| 20-8-2008                                                               | Maribor                                                                 | Slovenia                                                                | 2 – 3                                                                   | Croazia                                                                 | Amichevole                                                              | -                                                                       | 62’                                                                     |
| 6-9-2008                                                                | Breslavia                                                               | Polonia                                                                 | 1 – 1                                                                   | Slovenia                                                                | Qual. Mondiali 2010                                                     | -                                                                       | 70’                                                                     |
| 11-10-2008                                                              | Maribor                                                                 | Slovenia                                                                | 2 – 0                                                                   | Irlanda del Nord                                                        | Qual. Mondiali 2010                                                     | -                                                                       | 80’                                                                     |
| 15-10-2008                                                              | Teplice                                                                 | Rep. Ceca                                                               | 1 – 0                                                                   | Slovenia                                                                | Qual. Mondiali 2010                                                     | -                                                                       | 65’                                                                     |
| 19-11-2008                                                              | Maribor                                                                 | Slovenia                                                                | 3 – 4                                                                   | Bosnia ed Erzegovina                                                    | Amichevole                                                              | -                                                                       | 46’                                                                     |
| 11-2-2009                                                               | Genk                                                                    | Belgio                                                                  | 2 – 0                                                                   | Slovenia                                                                | Amichevole                                                              | -                                                                       | 68’                                                                     |
| 12-8-2009                                                               | Maribor                                                                 | Slovenia                                                                | 5 – 0                                                                   | San Marino                                                              | Qual. Mondiali 2010                                                     | -                                                                       |                                                                         |
| 5-9-2009                                                                | Londra                                                                  | Inghilterra                                                             | 2 – 1                                                                   | Slovenia                                                                | Amichevole                                                              | -                                                                       | 64’                                                                     |
| 9-9-2009                                                                | Maribor                                                                 | Slovenia                                                                | 3 – 0                                                                   | Polonia                                                                 | Qual. Mondiali 2010                                                     | 1                                                                       | 71’                                                                     |
| 10-10-2009                                                              | Bratislava                                                              | Slovacchia                                                              | 0 – 2                                                                   | Slovenia                                                                | Qual. Mondiali 2010                                                     | 1                                                                       | 90+4’                                                                   |
| 14-10-2009                                                              | Serravalle                                                              | San Marino                                                              | 0 – 3                                                                   | Slovenia                                                                | Qual. Mondiali 2010                                                     | -                                                                       |                                                                         |
| 14-11-2009                                                              | Mosca                                                                   | Russia                                                                  | 2 – 1                                                                   | Slovenia                                                                | Qual. Mondiali 2010                                                     | -                                                                       | 77’                                                                     |
| 18-11-2009                                                              | Maribor                                                                 | Slovenia                                                                | 1 – 0                                                                   | Russia                                                                  | Qual. Mondiali 2010                                                     | -                                                                       | 55’ 78’                                                                 |
| 3-3-2010                                                                | Maribor                                                                 | Slovenia                                                                | 4 – 1                                                                   | Qatar                                                                   | Amichevole                                                              | -                                                                       | 64’                                                                     |
| 4-6-2010                                                                | Maribor                                                                 | Slovenia                                                                | 3 – 1                                                                   | Nuova Zelanda                                                           | Amichevole                                                              | -                                                                       | 80’                                                                     |
| 13-6-2010                                                               | Polokwane                                                               | Algeria                                                                 | 0 – 1                                                                   | Slovenia                                                                | Mondiali 2010 - 1º turno                                                | -                                                                       | 84’                                                                     |
| 18-6-2010                                                               | Johannesburg                                                            | Slovenia                                                                | 2 – 2                                                                   | Stati Uniti                                                             | Mondiali 2010 - 1º turno                                                | 1                                                                       | 87’                                                                     |
| 23-6-2010                                                               | Port Elizabeth                                                          | Slovenia                                                                | 0 – 1                                                                   | Inghilterra                                                             | Mondiali 2010 - 1º turno                                                | -                                                                       | 79’                                                                     |
| 11-8-2010                                                               | Lubiana                                                                 | Slovenia                                                                | 2 – 0                                                                   | Australia                                                               | Amichevole                                                              | -                                                                       | 68’                                                                     |
| 3-9-2010                                                                | Maribor                                                                 | Slovenia                                                                | 0 – 1                                                                   | Irlanda del Nord                                                        | Qual. Euro 2012                                                         | -                                                                       |                                                                         |
| 7-9-2010                                                                | Belgrado                                                                | Serbia                                                                  | 1 – 1                                                                   | Slovenia                                                                | Qual. Euro 2012                                                         | -                                                                       | 78’                                                                     |
| 8-10-2010                                                               | Lubiana                                                                 | Slovenia                                                                | 5 – 1                                                                   | Fær Øer                                                                 | Qual. Euro 2012                                                         | -                                                                       | 51’                                                                     |
| 12-10-2010                                                              | Tallinn                                                                 | Estonia                                                                 | 0 – 1                                                                   | Slovenia                                                                | Qual. Euro 2012                                                         | -                                                                       | 83’ 90+1’                                                               |
| 17-11-2010                                                              | Capodistria                                                             | Slovenia                                                                | 1 – 2                                                                   | Georgia                                                                 | Amichevole                                                              | -                                                                       | 46’                                                                     |
| 9-2-2011                                                                | Tirana                                                                  | Albania                                                                 | 1 – 2                                                                   | Slovenia                                                                | Amichevole                                                              | -                                                                       | 58’                                                                     |
| 25-3-2011                                                               | Lubiana                                                                 | Slovenia                                                                | 0 – 1                                                                   | Italia                                                                  | Qual. Euro 2012                                                         | -                                                                       | 74’                                                                     |
| 29-3-2011                                                               | Belfast                                                                 | Irlanda del Nord                                                        | 0 – 0                                                                   | Slovenia                                                                | Qual. Euro 2012                                                         | -                                                                       |                                                                         |
| 3-6-2011                                                                | Toftir                                                                  | Fær Øer                                                                 | 0 – 2                                                                   | Slovenia                                                                | Qual. Euro 2012                                                         | -                                                                       | 47’                                                                     |
| 10-8-2011                                                               | Lubiana                                                                 | Slovenia                                                                | 0 – 0                                                                   | Belgio                                                                  | Amichevole                                                              | -                                                                       | 64’                                                                     |
| 2-9-2011                                                                | Lubiana                                                                 | Slovenia                                                                | 1 – 2                                                                   | Estonia                                                                 | Qual. Euro 2012                                                         | -                                                                       |                                                                         |
| 6-9-2011                                                                | Firenze                                                                 | Italia                                                                  | 1 – 0                                                                   | Slovenia                                                                | Qual. Euro 2012                                                         | -                                                                       | 56’                                                                     |
| 11-10-2011                                                              | Maribor                                                                 | Slovenia                                                                | 1 – 0                                                                   | Serbia                                                                  | Qual. Euro 2012                                                         | -                                                                       | 76’                                                                     |
| 15-11-2011                                                              | Lubiana                                                                 | Slovenia                                                                | 2 – 3                                                                   | Stati Uniti                                                             | Amichevole                                                              | -                                                                       | 46’                                                                     |
| 29-2-2012                                                               | Capodistria                                                             | Slovenia                                                                | 1 – 1                                                                   | Scozia                                                                  | Amichevole                                                              | -                                                                       | 61’                                                                     |
| 26-5-2012                                                               | Kufstein                                                                | Grecia                                                                  | 1 – 1                                                                   | Slovenia                                                                | Amichevole                                                              | -                                                                       | 46’ 84’                                                                 |
| 15-8-2012                                                               | Lubiana                                                                 | Slovenia                                                                | 4 – 3                                                                   | Romania                                                                 | Amichevole                                                              | -                                                                       | 80’                                                                     |
| 7-9-2012                                                                | Lubiana                                                                 | Slovenia                                                                | 0 – 2                                                                   | Svizzera                                                                | Qual. Mondiali 2014                                                     | -                                                                       | 61’                                                                     |
| 11-9-2012                                                               | Oslo                                                                    | Norvegia                                                                | 2 – 1                                                                   | Slovenia                                                                | Qual. Mondiali 2014                                                     | -                                                                       | 7’                                                                      |
| 6-2-2013                                                                | Lubiana                                                                 | Slovenia                                                                | 0 – 3                                                                   | Bosnia ed Erzegovina                                                    | Amichevole                                                              | -                                                                       | 60’                                                                     |
| 22-3-2013                                                               | Lubiana                                                                 | Slovenia                                                                | 1 – 2                                                                   | Islanda                                                                 | Qual. Mondiali 2014                                                     | -                                                                       | 52’                                                                     |
| 31-5-2013                                                               | Bielefeld                                                               | Turchia                                                                 | 0 – 2                                                                   | Slovenia                                                                | Amichevole                                                              | -                                                                       | 70’                                                                     |
| 7-6-2013                                                                | Reykjavík                                                               | Islanda                                                                 | 2 – 4                                                                   | Slovenia                                                                | Qual. Mondiali 2014                                                     | 1                                                                       | 90’                                                                     |
| 14-8-2013                                                               | Turku                                                                   | Finlandia                                                               | 2 – 0                                                                   | Slovenia                                                                | Amichevole                                                              | -                                                                       |                                                                         |
| 6-9-2013                                                                | Lubiana                                                                 | Slovenia                                                                | 1 – 0                                                                   | Albania                                                                 | Qual. Mondiali 2014                                                     | -                                                                       | 74’                                                                     |
| 10-9-2013                                                               | Nicosia                                                                 | Cipro                                                                   | 0 – 2                                                                   | Slovenia                                                                | Qual. Mondiali 2014                                                     | -                                                                       | 59’                                                                     |
| 19-11-2013                                                              | Celje                                                                   | Slovenia                                                                | 1 – 0                                                                   | Canada                                                                  | Amichevole                                                              | 1                                                                       | 60’                                                                     |
| 5-3-2014                                                                | Blida                                                                   | Algeria                                                                 | 2 – 0                                                                   | Slovenia                                                                | Amichevole                                                              | -                                                                       | 46’                                                                     |
| 8-9-2014                                                                | Tallinn                                                                 | Estonia                                                                 | 1 – 0                                                                   | Slovenia                                                                | Qual. Euro 2016                                                         | -                                                                       | 62’                                                                     |
| 9-10-2014                                                               | Maribor                                                                 | Slovenia                                                                | 1 – 0                                                                   | Svizzera                                                                | Qual. Euro 2016                                                         | -                                                                       | 55’                                                                     |
| 12-10-2014                                                              | Vilnius                                                                 | Lituania                                                                | 0 – 2                                                                   | Slovenia                                                                | Qual. Euro 2016                                                         | -                                                                       | 66’                                                                     |
| 15-11-2014                                                              | Londra                                                                  | Inghilterra                                                             | 3 – 1                                                                   | Slovenia                                                                | Qual. Euro 2016                                                         | -                                                                       | 63’                                                                     |
| 27-3-2015                                                               | Lubiana                                                                 | Slovenia                                                                | 6 – 0                                                                   | San Marino                                                              | Qual. Euro 2016                                                         | -                                                                       |                                                                         |
| 14-6-2015                                                               | Lubiana                                                                 | Slovenia                                                                | 2 – 3                                                                   | Inghilterra                                                             | Qual. Euro 2016                                                         | -                                                                       | 61’                                                                     |
| 5-9-2015                                                                | Basilea                                                                 | Svizzera                                                                | 3 – 2                                                                   | Slovenia                                                                | Qual. Euro 2016                                                         | -                                                                       | 83’                                                                     |
| 8-9-2015                                                                | Maribor                                                                 | Slovenia                                                                | 1 – 0                                                                   | Estonia                                                                 | Qual. Euro 2016                                                         | -                                                                       |                                                                         |
| 9-10-2015                                                               | Lubiana                                                                 | Slovenia                                                                | 1 – 1                                                                   | Lituania                                                                | Qual. Euro 2016                                                         | 1                                                                       |                                                                         |
| 12-10-2015                                                              | Serravalle                                                              | San Marino                                                              | 0 – 2                                                                   | Slovenia                                                                | Qual. Euro 2016                                                         | -                                                                       |                                                                         |
| 14-11-2015                                                              | Leopoli                                                                 | Ucraina                                                                 | 2 – 0                                                                   | Slovenia                                                                | Qual. Euro 2016                                                         | -                                                                       | 73’                                                                     |
| 17-11-2015                                                              | Maribor                                                                 | Slovenia                                                                | 1 – 1                                                                   | Ucraina                                                                 | Qual. Euro 2016                                                         | -                                                                       | 80’                                                                     |
| 23-3-2016                                                               | Capodistria                                                             | Slovenia                                                                | 1 – 0                                                                   | Macedonia                                                               | Amichevole                                                              | -                                                                       | 46’                                                                     |
| 28-3-2016                                                               | Belfast                                                                 | Irlanda del Nord                                                        | 1 – 0                                                                   | Slovenia                                                                | Amichevole                                                              | -                                                                       |                                                                         |
| 4-9-2016                                                                | Vilnius                                                                 | Lituania                                                                | 2 – 2                                                                   | Slovenia                                                                | Qual. Mondiali 2018                                                     | -                                                                       |                                                                         |
| 8-10-2016                                                               | Lubiana                                                                 | Slovenia                                                                | 1 – 0                                                                   | Slovacchia                                                              | Qual. Mondiali 2018                                                     | -                                                                       | 68’                                                                     |
| 11-10-2016                                                              | Lubiana                                                                 | Slovenia                                                                | 0 – 0                                                                   | Inghilterra                                                             | Qual. Mondiali 2018                                                     | -                                                                       | 37’ 59’                                                                 |
| 11-11-2016                                                              | Ta' Qali                                                                | Malta                                                                   | 0 – 1                                                                   | Slovenia                                                                | Qual. Mondiali 2018                                                     | -                                                                       | 71’                                                                     |
| 26-3-2017                                                               | Glasgow                                                                 | Scozia                                                                  | 1 – 0                                                                   | Slovenia                                                                | Qual. Mondiali 2018                                                     | -                                                                       | 62’ 69’                                                                 |
| 1-9-2017                                                                | Trnava                                                                  | Slovacchia                                                              | 1 – 0                                                                   | Slovenia                                                                | Qual. Mondiali 2018                                                     | -                                                                       | 11’ 60’                                                                 |
| 4-9-2017                                                                | Lubiana                                                                 | Slovenia                                                                | 4 – 0                                                                   | Lituania                                                                | Qual. Mondiali 2018                                                     | 1                                                                       | 63’                                                                     |
| 5-10-2017                                                               | Londra                                                                  | Inghilterra                                                             | 1 – 0                                                                   | Slovenia                                                                | Qual. Mondiali 2018                                                     | -                                                                       | 55’ 90+6’                                                               |
| 23-3-2018                                                               | Klagenfurt am Wörthersee                                                | Austria                                                                 | 3 – 0                                                                   | Slovenia                                                                | Amichevole                                                              | -                                                                       | 46’                                                                     |
| 27-3-2018                                                               | Lubiana                                                                 | Slovenia                                                                | 0 – 2                                                                   | Bielorussia                                                             | Amichevole                                                              | -                                                                       | 45+2’ 65’                                                               |
| Totale                                                                  |                                                                         | Presenze (4º posto)                                                     | 90                                                                      |                                                                         | Reti                                                                    | 7                                                                       |                                                                         |

## Palmarès

### Club
- Campionato sloveno: 2

ND Gorica: 2004-2005, 2005-2006
- Coppa di Francia: 1

Sochaux: 2006-2007

### Individuale
- Calciatore sloveno dell'anno: 1

2010